# Miri Ben-Ari
Pour les articles homonymes, voir Ben-Ari.
Miri Ben-Ari, née le 4 décembre 1978 à Ramat Gan (Israël), est une violoniste américaine, qui, après deux premiers albums résolument orientés jazz, s'est spécialisée dans le hip-hop avec son 3e album. Repérée par les rappeurs Jay-Z et Kanye West, elle a réalisé un album regroupant différents artistes tels que Lil Wayne ou encore Akon autour du thème du violon. Elle enregistre également avec Armin van Buuren un single de musique électronique, sorti le 3 mai 2013 et intitulé Intense, qui est paru sur le cinquième album de ce dernier.

## Discographie
- 1999 : Sahara
- 2003 : Temple Of Beautiful
- 2005 : The Hip-Hop Violinist
- 2013 : Intense

## Récompenses
- Grammy Award